# Serenata para Cordas em Dó Maior

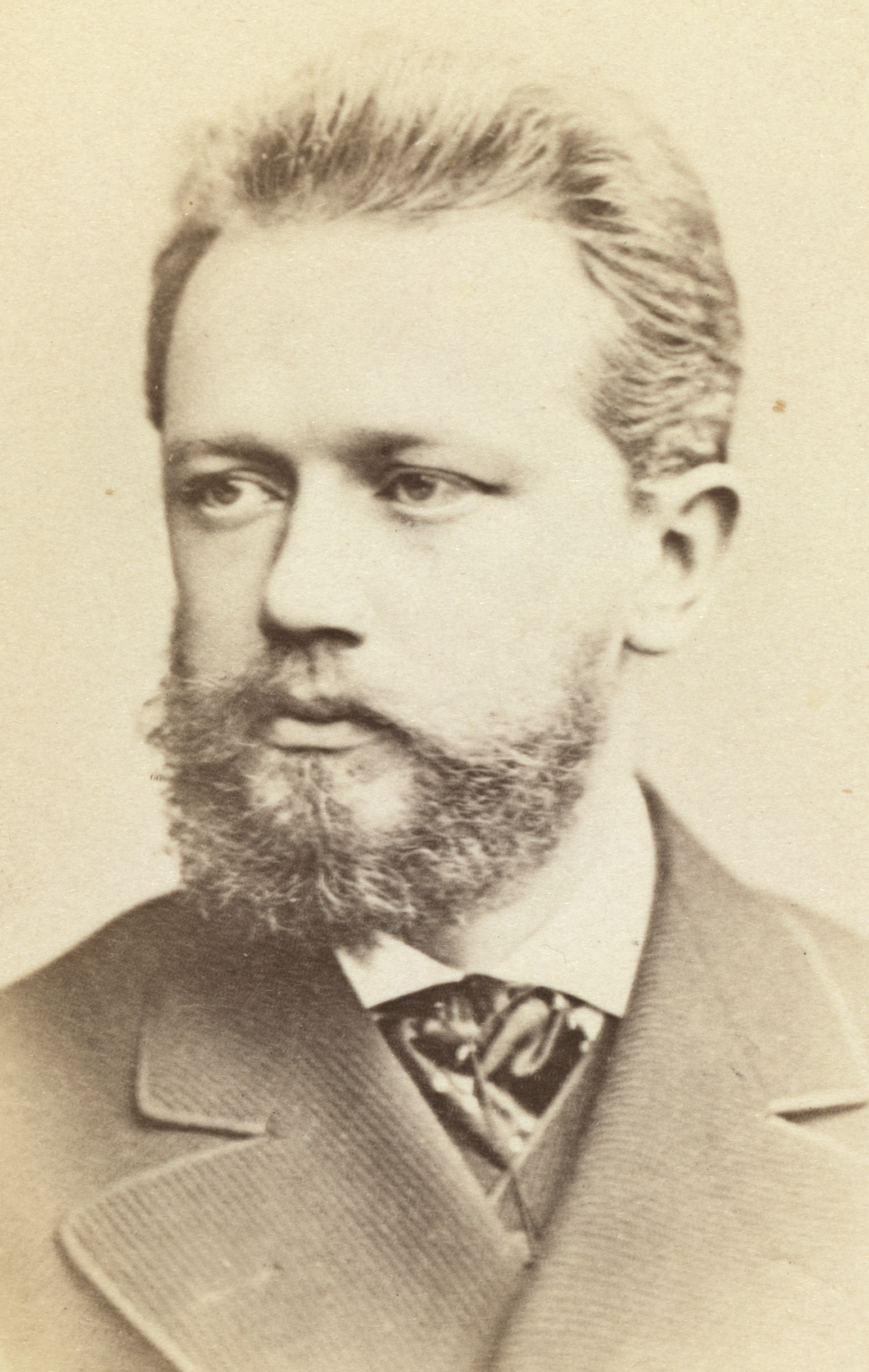
Piotr Tchaikovski, c. 1880-1886

A Serenata para cordas em dó maior, catalogada op. 48, é uma obra de música clássica composta por Piotr Tchaikovski em 1880.

## Formato
A Serenata para cordas em dó maior tem quatro movimentos: 
1. Pezzo em forma de sonata: Andante non troppo - Allegro moderato
2. Valse: Moderato - Tempo di valse
3. Élégie: Larghetto elegiaco
4. Finale (Tema russo): Andante - Allegro con spirito

Tchaikovski pretendia que o primeiro movimento fosse uma imitação do estilo de Mozart, e foi baseado na forma da sonatina clássica, com uma introdução lenta. A agitada introdução do Andante é marcada como "sempre marcatissimo" e repleta de batidas duplas nos violinos e violas, formando estruturas cordais imponentes. Esta introdução é reafirmada no final do movimento, e depois reaparece, transformada, no quarto movimento, unindo toda a obra. 
Na segunda página da partitura, Tchaikovski escreveu: "Quanto maior o número de músicos na orquestra de cordas, mais isso deve estar de acordo com os desejos do autor."
O segundo movimento, Valse, tornou-se uma peça popular por si só. 

## Estreias
A Serenata foi objeto de uma performance privada no Conservatório de Moscou em 3 de dezembro de 1880. Sua primeira apresentação pública foi em São Petersburgo, em 30 de outubro de 1881, sob a regência de Eduard Naprávnik. 

## Influência
- A partitura foi usada como base do balé George Balanchine Serenade em 1934.
- A valsa no segundo movimento foi arranjada para soprano e orquestra completa para o filme de 1945 da MGM Anchors Aweigh sob o nome "Do Coração de um Poeta Solitário" e interpretado por Kathryn Grayson com José Iturbi conduzindo a orquestra de estúdio da MGM.
- A peça, aliás, acompanhou a contagem regressiva final para o teste da bomba atômica Trinity em 16 de julho de 1945, quando estava sendo transmitido por uma estação da Voz da América na mesma freqüência sendo usada para transmitir comunicações de teste.[3]
- A seção de valsa também foi usada como tema de partida para a estação de televisão britânica Channel Television na década de 1980.[4]
- Trechos da partitura foram usados no balé de 2005, Anna Karenina, coreografado por Boris Eifman.
- A valsa foi usada no Google Doodle para o 100º aniversário da conclusão da Ferrovia Transiberiana, em 2016.
- O primeiro movimento (Pezzo in forma sonatina: Andante non troppo - Allegro moderato) é o motivo de Stefano Valentini, um dos principais antagonistas do jogo The Evil Within 2.